# Jerzy Langman
Jerzy Maria Langman (ur. 31 lipca 1903 w Krakowie, zm. 1982 w Rzymie) 
– polski duchowny katolicki, historyk sztuki, wykładowca akademicki, bibliofil.

## Życiorys
Urodził się w Krakowie 31 lipca 1903 roku. Był synem Zygmunta (rzeźbiarza) i Heleny z domu Schweiger. Jako gimnazjalista brał udział w wojnie polsko-bolszewickiej w 1920 roku. Ukończył krakowskie Gimnazjum Realne w 1922 roku. Następnie pracował jako nauczyciel w szkole powszechnej na Górnym Śląsku, uczestnicząc aktywnie w akcji plebiscytowej. Od 1927 był pracownikiem działu etnograficznego powstającego w Katowicach Muzeum Śląskiego. Zajmował się gromadzeniem zbiorów i dokumentacją fotograficzną. Prezentował śląską kulturę ludową i sztukę kościelną na falach katowickiego Polskiego Radia. W latach 1928–1932 studiował etnografię na Uniwersytecie Jagiellońskim. Prowadził pracownię rzeźbiarską, gdzie wraz z bratem Bogusławem Langmanem zajmowali się konserwacją. Popularyzował śląską sztukę licznymi artykułami prasowymi. Od 1936 był kierownikiem działu programowego katowickiego oddziału Polskiego Radia. W 1938 awansowany do Warszawy, realizował programy katolickie, m.in. sprawozdawał proces kanonizacyjny św. Andrzeja Boboli z Rzymu, pogrzeb papieża Piusa XI, i konklawe przed wyborem Piusa XII.
W 1939 ukończył studia magisterskie z filozofii w zakresie historii sztuki, przedstawiając pracę o polskiej rzeźbie religijnej. Podczas okupacji niemieckiej rozpoczął prace nad publikacją monografii dotyczącej Kościoła Niepokalanego Poczęcia Najświętszej Maryi Panny w Krakowie. Po dobrowolnym zgłoszeniu się na gestapo w 1941 został aresztowany i osadzony w Mauthausen-Gusen, następnie w obozie w Buchenwaldzie-Berlstedt. Został uwolniony wraz z innymi więźniami przewożonymi do Dachau w kwietniu 1945. Po okresie leczenia wyjechał do Rzymu, gdzie ukończył studia filozoficzne i teologiczne na Gregorianum. Święcenia kapłańskie przyjął w 1951 roku.
Następnie studiował archeologię na Papieskim Instytucie Archeologii Chrześcijańskiej w Rzymie. W 1954 otrzymał licencjat na tej uczelni. W 1965 obronił pracę doktorską. W latach 1960–1970 był wykładowcą na Papieskim Uniwersytecie św. Tomasza. W latach 1970–1978 był wykładowcą Papieskiego Wydziału Teologicznego w Krakowie.
Był bibliofilem. Kolekcjonował wydania Quo vadis Henryka Sienkiewicza. Dzięki jego staraniom w kościele przy Via Appia w Rzymie umieszczono popiersie polskiego noblisty.
Zmarł w Rzymie 18 stycznia 1982. Został pochowany na cmentarzu przy Via Flaminia w Rzymie.
Wykonawcy testamentu ks. Langmana przekazali część jego kolekcji sztuki do rzymskiego Ośrodka Dokumentacji i Studium Pontyfikatu. Wśród stu eksponatów znajdowały się m.in. dzieła: Ernesta Kosmowskiego, Kazimierza Zielenkiewicza, Bronisława Mazura, Adama Bunscha, Krystyny Wróblewskiej, Zygmunta Langmana, Tomasza Oskara Sosnowskiego, Piusa Welońskiego.

## Publikacje
- O polskiej rzeźbie religijnej (1932)
- Polska sztuka religijna w pracy duszpasterskiej (1956)
- Szkice o rzeźbie Oskara Sosnowskiego (1971)
- Oczekiwanie (Buchenwald) (1973)